# Jakob Lorber
Pour les articles homonymes, voir Lorber.
Jakob Lorber, né le 22 juillet 1800 à Kanischa dans le Styrie et mort le 23 août 1864 à Graz est un théosophe autrichien qui se qualifiait lui-même de « scribe de Dieu » et que ses adeptes considèrent comme un prophète.

## Biographie
Né dans une famille catholique de vignerons modestes, Jakob Lorber fit des études pour devenir instituteur, et envisagea aussi un temps une carrière ecclésiastique. Par ailleurs, dès son plus jeune âge, il manifesta des dons pour la musique, et eut l’occasion d’apprendre à jouer à l’orgue, au piano et du violon.
Plus tard il s'est intéressé à d'astronomie et à la littérature mystique et occulte. Il lut des livres du franc-maçon Johan Baptiste Kerning (alias Johann Baptist Krebs), qui auraient donné pour plus tard au prophète des « indications importantes » selon son biographe Karl Gottfried von Leitner (de).
Toujours selon von Leitner, il lut aussi des œuvres du médecin Justinus Kerner qui publia plusieurs livres médicaux populaires traitant du magnétisme animal et un livre sur Franz Anton Mesmer, du théosophe et mystique Johann Heinrich Jung-Stilling, de Emanuel Swedenborg, de Jakob Böhme et de Johann Tennhardt (de).
Il occupa quelque temps un poste de précepteur dans une famille à Graz, puis, abandonnant l’enseignement, vécut très modestement en donnant parfois quelques leçons de musique et en accordant des pianos. Il se produisit quelquefois en concert et à l’occasion écrivait des critiques musicales dans le journal local. En 1840, les efforts musicaux de Lorber furent enfin couronnés de succès : il lui fut proposé à Trieste le poste de deuxième maître de chapelle. Il accepta l’offre et prit ses dispositions pour le départ.
Quand, le 15 mars 1840, à 6 heures du matin, ainsi qu'il le raconta plus tard à ses amis, il avait à peine fini sa prière du matin et était sur le point de quitter son lit, il entendit résonner dans sa poitrine, à l'emplacement du cœur, une voix qui, distinctement, lui parla ainsi : « Lève-toi, prends ta plume et écris ! » Il obéit aussitôt à cette mystérieuse injonction, prit en main sa plume et écrivit mot pour mot ce qui lui fut dicté par une voix intérieure.
Il renonça au poste de Trieste et, à partir de ce moment, consacra pratiquement tout son temps à cette activité, presque sans interruption, jusqu’à la fin de sa vie. À cette époque où le spiritisme était en vogue, rappelons que Victor Hugo (Les tables tournantes de Jersey) et Camille Flammarion, entre autres, s’y sont intéressés, il se constitua autour de Lorber un petit cercle de notables de Graz, qui de plus l’aidait financièrement. Selon Jakob Lorber lui-même, la voix qu'il entendait était sans conteste « la voix du Seigneur Christ », parfois celle d’un ange qui parlait sur ordre de Dieu, mais quelquefois il entendait aussi la voix « d'esprits inférieurs ». Il était un médium d'audition et de vision et aurait pratiqué l'écriture automatique.

## Œuvre
Les écrits comprennent environ 20 000 pages manuscrites qui représentent 10 000 pages imprimées soit environ 25 tomes. L’ensemble manque d’une structure claire, fréquemment les considérations religieuses et les exposés sur la genèse sont mélangées avec des descriptions de croyances populaires concernant l’éducation des enfants et l’alimentation. Cependant on peut grouper les textes autour de quatre thèmes principaux.
- Écrits sur la création (histoire de la Terre, l'humanité. etc.) :
  - Saturne ;
  - Le soleil naturel ;
  - Le grand horloger ;
  - La maison de Dieu.
- Écrits sur l’au-delà :
  - L’évêque Martin ;
  - Robert Blum ;
  - Le soleil spirituel ;
  - Scènes spirituelles.
- Écrits sur Jésus Christ :
  - Le grand évangile de Jean (non terminé, 10 tomes).
- Écrits qui prétendent être une « re-révélation » de textes apocryphes ou perdus :
  - L’enfance de Jésus (inspiré du Protévangile de Jacques) ;
  - Les trois jours dans le temple ;
  - Lettre de Paul à la communauté de Laodicée ;
  - Correspondance entre Agbar Ukkama, roi d’Édesse et Jésus de Nazareth.

## Doctrine
Les révélations de Jakob Lorber contiennent des déclarations sur l’enfance et la vie de Jésus, donnent des explications sur la cohérence et le mystère du cosmos, sur la destinée humaine, sur l’au-delà, sur les anges et le monde spirituel. L’univers, avec ses multitudes d’astres, constituerait, d’après Jakob Lorber, l’aspect des grands hommes de la création. Il serait composé d’êtres spirituels originels qui tombèrent sous l’influence de Lucifer et qui, après la chute, s'alourdirent et se solidifièrent en matière. De cette matière sont issus les hommes, qui sont par voie de conséquence le résultat indirect de la chute de Satan. Le salut des esprits déchus est le but du plan de Dieu. Le lieu du sauvetage est la terre et là principalement dans le cœur de l’homme. Le sauvetage a lieu par le développement intérieur, une sorte de très longue évolution spirituelle en spirale ascendante, passant par les stades minéral, végétal, animal et finalement humain. Par l’obéissance au double commandement de l’amour, l’homme parvient à la « renaissance spirituelle ». Il doit s'améliorer pour redevenir un être spirituel, tel un ange, et participer ainsi à l’œuvre divine de salut. Pour que l’homme puisse comprendre et aimer le Dieu éternel, celui-ci s’est incarné en Jésus, pourtant ceux-ci ne constituent pas, avec le Saint Esprit, une trinité comme chez les chrétiens. Jésus n'est qu'un des états de Dieu et Lorber utilise les deux mots Dieu et Jésus indifféremment pour signifier le Créateur. En passant graduellement par un développement vers le haut, l’homme est sauvé. Celui qui se rebelle et refuse le perfectionnement devra passer par plusieurs réincarnations sur différents astres, par exemple la lune, Saturne et le soleil, jusqu’à ce qu’il soit redevenu parfait. Une damnation éternelle est rejetée (réconciliation universelle). Selon l’opinion des lorbériens, nous sommes maintenant à la fin des temps du monde. Après une période recouvrant encore 1 000 ans, le royaume de paix éternelle de Dieu commencera. Les écrits de Jakob Lorber constitueraient la 2° venue sur terre de Jésus, non en chair mais en esprit, et l'accomplissement de Jean 16, 7. 14.

## Critique
Outre la prétention de recevoir directement la parole de Dieu, qui continuerait à se révéler et par là se surajouter à la Bible, l'ensemble de l'œuvre est gnostique et donc à coloration apocalyptique. Le sacrifice de Jésus sur la croix est en contradiction avec l'entreprise d'auto-salvation progressive proposée par la doctrine. Il se mêle aussi des concepts orientaux avec la possibilité de réincarnation qui font penser au new age. L'œuvre est entachée de passages antisémites que les lorbériens ont cherché à dissimuler par une censure des éditions récentes. Entre autres choses Jakob Lorber a aussi prédit la fin de la papauté pour l'an 2000. La doctrine est millénariste et à tendance apocalyptique, le groupe annonçait en 1914 le retour du Christ pour 1920. Le groupe a fait allégeance à Adolf Hitler en 1933, voyant en celui-ci un successeur de Jakob Lorber. Par ailleurs ses descriptions hautement fantaisistes de vie sur la Lune, Saturne et le Soleil sont dignes de Jules Verne et contraires aux connaissances scientifiques. On trouve des lorbériens tant chez les spirites que chez les amateurs d'extra-terrestres ou les amateurs de médecine holistique. D'anciens adeptes de Jakob Lorber ont fondé les sectes Vie Universelle de Gabriele Wittek, Fiat Lux de Erika Bertschwinger-Eiche, Lichtzentrum Bethanien de Frieda Maria Lämmle à Sigriswill en Suisse, et Lichtkreis Christi d'Edgar Kaucher. Depuis son décès et jusqu'à aujourd'hui, de nombreux Médium, suivant l'exemple de Jakob Lorber et se fondant sur son idéologie, constituent de petits groupes auxquels ils délivrent des messages de Dieu sous la forme « JE », parmi ceux-ci Gottfried Mayerhofer, Max Seltmann, Georg Riehle, Ida Kling, Johannes Widmann etc. Ces groupes constituent la nébuleuse du Lorberbewegung (Mouvement-de-Lorber) faisant partie du Neuoffenbarung (Mouvement-de-Nouvelle-Révélation).
Une partie du groupe est impliqué dans les médecines complémentaires ou alternatives, vend des médicaments solaires, des récipients en verre violet foncé, et est partisan de la Nouvelle Médecine Germanique de Ryke Geerd Hamer.

## Diffusion des écrits
Déjà de son vivant, le petit cercle de sympathisants qui parfois mettait par écrit ce que Jakob Lorber en état de vision médiumnique leur dictait comme venant de Dieu, faisait des copies. Le premier éditeur de quelques-unes de ses œuvres fut Carl-Friedrich Zimpel dit Dr Zimpel en 1852. D'autres furent ensuite éditées par l'ami de Lorber, Johannes Bush à partir de 1856. Après le décès de ce dernier, et du magnétiseur et spirite Gottfried Mayerhofer (1807-1877), un des premiers adeptes de Lorber, les manuscrits ont été rassemblés et publiés par la maison d'édition fondée en 1885 à Bietigheim par Christoph Friedrich Landbeck, aussi spirite, sous le nom de « Neutheosophische-Verlag ». La même maison d'édition porta ensuite en 1907 le nom de « Neu-Salems-Verlag » et aujourd’hui le nom de « Lorber-Verlag-Otto-Zluhan », en raccourci « Lorber-Verlag ». Elle conserve les écrits de Jakob Lorber depuis 1985 à Bietigheim, et n'en permet pas un accès public. Il lui est reproché d'avoir corrigé, censuré et notablement raccourci une partie de ceux-ci.
Depuis une trentaine d’année, avec l'explosion de la littérature ésotérique, la propagande a repris activement avec l’aide financière d’une association de soutien à la diffusion de l'œuvre : « Jakob-Lorber-Förderungswerkes ».
Des traductions ont été faites en de nombreuses langues, ainsi que des enregistrements sur cassettes audio. Les Lorbériens sont très actifs sur internet, sites de présentation, forums et même propositions de médicaments selon les recettes de Jakob Lorber.

## Publications
- La maison de dieu, 1 : préhistoire de l'humanité, Helios.  (ISBN 2880630622)
- La maison de dieu, 2, Helios.  (ISBN 2880630630)
- Enfance de Jésus ou Évangile de Jacques, Helios.  (ISBN 2880630053)
- Jésus à douze ans au Temple, Helios.  (ISBN 2880630096)
- Le Royaume des enfants dans l'au-delà, Helios.  (ISBN 2880631238)
- Le chemin de la renaissance spirituelle, Helios.  (ISBN 2880631297)
- L’évêque Martin, Helios.  (ISBN 2880631416) Helios
- Correspondance de Jésus avec Abgar Ukkama roi d'Edesse, Helios.  (ISBN 2880631203)
- Grand Évangile de Jean, tome 1, Helios.  (ISBN 2880631246)
- Grand Évangile de Jean, tome 2, Helios.  (ISBN 2880631548)
- Grand Évangile de Jean, tome 3, Helios.  (ISBN 2880631602)
- Grand Évangile de Jean, tome 4, Helios.  (ISBN 2880631548)
- Grand Évangile de Jean, tome 5, Helios.  (ISBN 2880631386)
- Grand Évangile de Jean, tome 6, Helios.  (ISBN 2880630169)
- Grand Évangile de Jean, tome 7, Helios.  (ISBN 2880633001)
- Grand Évangile de Jean, tome 8, Helios.  (ISBN 2880633117)
- Grand Évangile de Jean, tome 9, Helios.  (ISBN 2880633214)
- Grand Évangile de Jean, tome 10, Helios.  (ISBN 288063329X)
- Grand Évangile de Jean, tome 11, Helios.  (ISBN 2880633435)